# Bolitoglossa paraensis
Bolitoglossa paraensis е вид земноводно от семейство Plethodontidae.

## Разпространение
Видът е разпространен в Бразилия (Амазонас, Амапа и Пара).